# Фермерский дворец
Фермерский дворец — памятник архитектуры. Расположен в Петергофе, современный адрес дома — парк Александрия, 19.

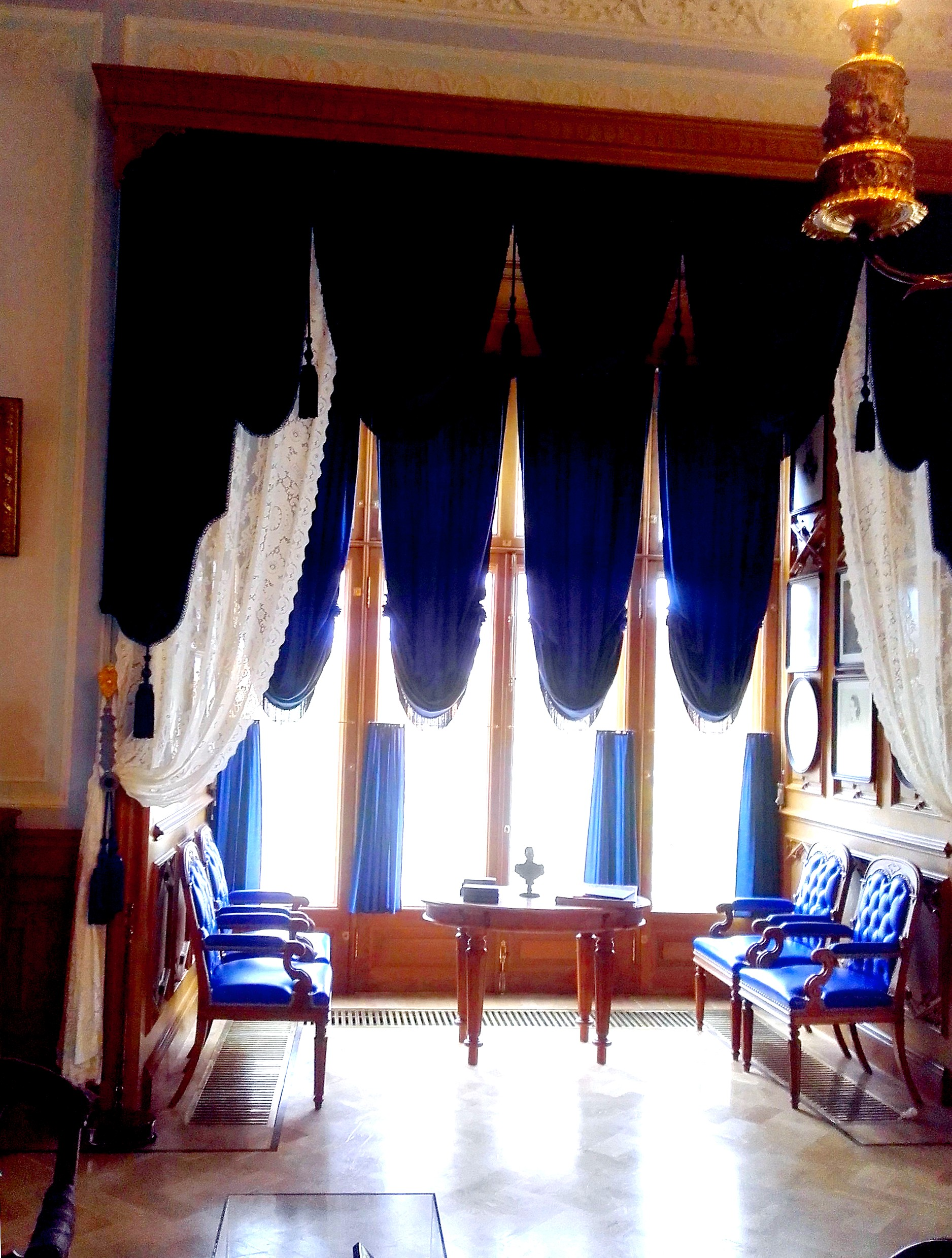
Синий кабинет, в котором подготавливался манифест об отмене крепостного права в России

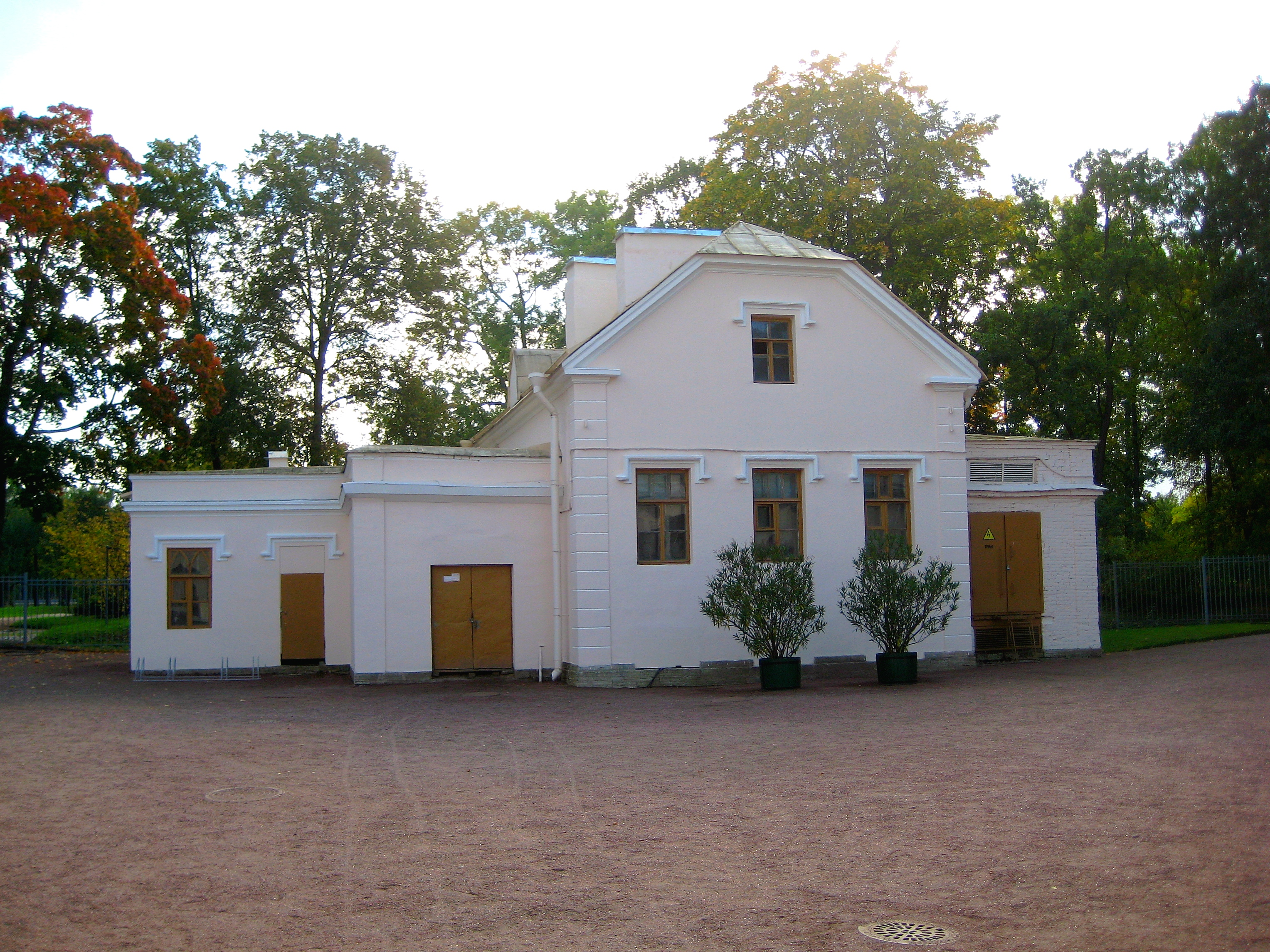
Кухонный корпус

Изначально в Александрии была построена небольшая Ферма, подчёркивающая пейзажный характер новой резиденции. Проект фермы «на десять коров с потребными при оной службами и павильоном» А. Менелас разработал в 1828 году. Павильон был домиком с покрашенной под солому железной крышей, у него была сделана терраса с навесом на колоннах, украшенных берестой и гирляндами из зелени; остальные постройки группировались вокруг этого домика. Каменные работы начались весной 1829 года, уже при постройке проект увеличили, добавив к домику мансарду. Столярные и отделочные работы были окончены к 10 ноября 1830 года. Сени и буфетная были расписаны «под рустик» М. Яковлевым и Ф. Тихоновым. Лепнину готического характера сделал М. Соколов, мебель — Г. Гамбс, в некоторых из комнат были сделаны дубовые паркеты. Кроме сеней, мансардной комнаты и буфетной, в павильоне была гостиная, кухня и молочная комната.
Для фермы были куплены в Англии 10 коров и нанят англичанин-пастух.
В 1838—1839 годах по проекту А. И. Штакеншнейдера к павильону пристроили двухэтажный флигель с жилыми комнатами для будущего императора. В 1845 году по его же проекту над павильоном сделали второй этаж, в 1853—1859 годах Штакеншнейдер окончательно придал строению вид загородного дворца. Изначально перестройки были связаны с женитьбой Александра, позднее — с увеличением семьи при рождении наследников.
Фермерский дворец — двухэтажное здание с маленькой мансардой. Главный фасад декорирован эркерами с зубчатыми парапетами, щитами-рельефами и гербом Александрии.
Восточный флигель больше западного, на его фасаде часто расположены стрельчатые окна, выступают террасы и балконы с чугунными перилами с узором в готическом стиле. Между флигелями расположен двор, перед восточным фасадом разбит Собственный садик, украшенный овальным (изначально прямоугольным) фонтаном со скульптурой «Ночь» (бронза, слепок с мраморного оригинала Жозефа Полле) и скульптурами, окружённый с трёх сторон перголой.
Внутри дворца есть 45 основных помещений. Берёзовые стволы колонн были сохранены со стороны двора, внутри были полированные дубовые панели, двери и мраморные камины. Здание было оборудовано лифтом, водопроводом, туалетными и ванными комнатами, в Туалетной Марии Александровны сохранилась мраморная ванна, в части помещений императрицы готические элементы сочетались со стилем второго рококо.
Вокруг дворца были построены вспомогательные строения, многие из них — для детей (Детская фермочка с огородом, Детский сельский домик, маленькая мельница и детская крепость). Сохранился Кухонный корпус. Крестьяне, работавшие в саду и на ферме, были обязаны носить красные рубахи.
После революции (и до 1932 года) во дворце разместился историко-бытовой музей, потом в здании была сделана база отдыха, в 1950-х годах — общежитие Часового завода. Во время войны здание было повреждено, реставрация под руководством О. В. Шомраевой началась в 1974 году, в 2005 году в здании случился пожар, повторно экспозицию открыли 19 июня 2010 года.
Из «детских» строений вокруг дворца восстановлена Пожарная каланча с колоколом и набором инструментов.